# Leptoctenopsis bimaculata
Leptoctenopsis bimaculata är en fjärilsart som beskrevs av Louis Beethoven Prout 1932. Leptoctenopsis bimaculata ingår i släktet Leptoctenopsis och familjen mätare. Inga underarter finns listade i Catalogue of Life.